# Lisbon (Illinois)
Lisbon es una villa ubicada en el condado de Kendall en el estado estadounidense de Illinois. En el Censo de 2010 tenía una población de 285 habitantes y una densidad poblacional de 63,24 personas por km².

## Geografía
Lisbon se encuentra ubicada en las coordenadas 41°28′44″N 88°27′36″O / 41.47889, -88.46000. Según la Oficina del Censo de los Estados Unidos, Lisbon tiene una superficie total de 4.51 km², de la cual 4.51 km² corresponden a tierra firme y (0%) 0 km² es agua.

## Demografía
Según el censo de 2010, había 285 personas residiendo en Lisbon. La densidad de población era de 63,24 hab./km². De los 285 habitantes, Lisbon estaba compuesto por el 97.19% blancos, el 0% eran afroamericanos, el 0% eran amerindios, el 0% eran asiáticos, el 0% eran isleños del Pacífico, el 1.75% eran de otras razas y el 1.05% pertenecían a dos o más razas. Del total de la población el 7.02% eran hispanos o latinos de cualquier raza.